# Frederik Anthon Adam von der Maase
Frederik Anthon Adam von der Maase (født 5. januar 1773, død 13. august 1821) var en dansk godsejer og hofembedsmand.

## Biografi
Han var søn af Frederik von der Maase og Sophie Henriette von Moltke. Han blev 1789 sekondløjtnant ved Garden til Hest, 1790-95 ridejunker, 1791 kammerjunker, 1798 ritmester, 1801 adjudant hos kronprinsen, 1808 overadjudant i generaladjudantstaben, 1809 anden staldmester og kammerherre og 1814 Ridder af Dannebrog.
1796 ægtede han Vilhelmine Løvenskiold. Maase overtog stamhuset Kraagerup med bl.a. herregården Krogerup, men solgte alle besiddelserne i årene 1800-07 på nær øen Anholt. Stamhuset blev erstattet med Det von der Maase'ske Fideikommis på 50.000 rigsdaler. Maase indledte i 1817 private udgravinger af Gurre Slots ruiner. Han døde pludseligt i 1821 på en tur til Vallø.
Han er begravet i Valløby Kirke. Maase var far til bl.a. Frederik Herman Rostgaard von der Maase, der blev hofchef.